# Teherans tunnelbana
Evolution (1998-2017)

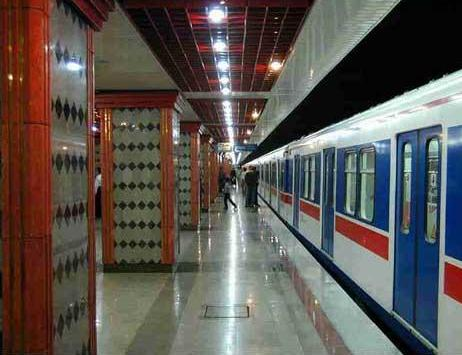
Teherans tunnelbana

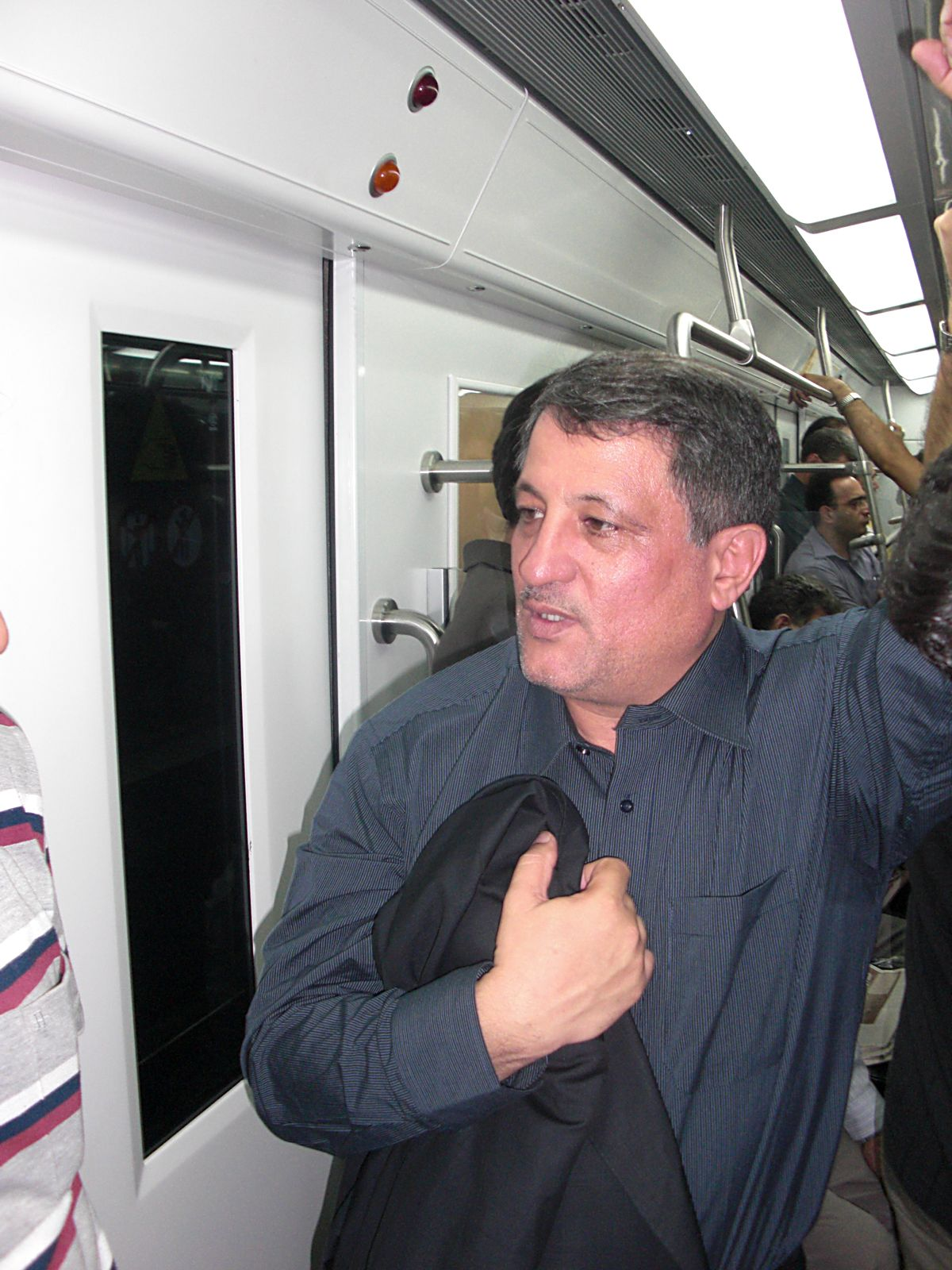
Mohsen Hashemi Rafsanjani, Irans före detta president i en av Tehrans tunnelbanevagnar.

Teherans tunnelbana påbörjades av shahen under 1970-talet, men när han blev störtad avstannade projektet. Sedan tog Iran–Irak-kriget alla resurser, så den efterlängtade tunnelbanan öppnade först 1999 som Irans första tunnelbana.
Teherans tunnelbana består idag av fyra linjer. En av linjerna är helt ovan jord medan de tre resterande linjerna är främst under jord.  

## Linjer
Linje 1 sträcker sig i nord-sydlig riktning från de norra delarna av staden till centrum och fortsatt söderut (ovan jord) till Shahr-e-Rey, Behesht-e Zahra och Kahrizak. Linjen är 35,5 kilometer lång och består av 28 stationer.
Linje 2 sträcker sig i väst-östlig riktning. Den har förbindelse med linje 5 längst i väster och gemensam station med linje 1 vid "Imam Khomeini".
Linje 4 sträcker sig i väst-östlig riktning och har gemensam station med linje 1 vid "Darvazeh Dolat" och linje 2 vid "Darvazeh Shemiran". Linjen är under utbyggnad men många stationer har öppnats. Man räknar med att en miljon resor kommer att göras med linje 4 till slutet av det Iranska året (21 mars 2012). Stationen i väster "Azadi-torget" beräknas att bli ett av de mest trafikerade i tunnelbanenätet.
Linje 5 sträcker sig från västra Teheran till staden Karaj och är helt och hållet byggd ovan jord. Linje 5 var den första linjen som blev klar. Tågen som trafikerar denna är dubbeldäckare. 
En stor del av arbetet med Teherans tunnelbana har utförts av det kinesiska företaget NORINCO, och tågen till linje 1 och 2 är kinesiska till designen. 

## Planer
Idag står tunnelbanan för sju procent av Teherans totala mängd dagliga resande. Det finns planer på att expandera tunnelbanenätet till totalt åtta linjer. Idag pågår arbeten med att förlänga de redan existerande linjerna samt byggandet av två nya linjer (linjerna 3 och 4).